# Вилијам Фридкин
Вилијам Фридкин (енгл. William Friedkin, IPA: ; Чикаго, 29. август 1935 — Лос Анђелес, 7. август 2023) био је амерички филмски режисер, продуцент и сценариста. Значајно је утицао на развој савременог америчког филма, нарочито кримића и хорора. Уз Франсиса Форда Кополу, Мајкла Чимина и Питера Богдановича, убраја се у највеће холивудске редитеље. Добитник је Оскара за режију филма Француска веза.

## Младост
Фридкин је рођен у граду Чикагу, држави Илиноис. Његови родитељи Рахиља и Луј Фридкин, били су јеврејски имигранти из Руске Империје. Његова фамилија је побегла из земље због прогона јевреја 1903. године. Његов отац био је полупрофесионални софтбол играч и трговац. Вилијам је своју мајку, која је иначе медицинска сестра, називао 'светицом'. Његов отац није имао неких претензија ка зарађивању новца, према историчару Питеру Бискинду, Вилијам је имао конфузна осећања па чак и неки презир што отац није постигао нешто више у животу. Ипак, према његовим написаним мемоарима, Фридкинова Веза, највише је био наклоњен оцу.
Фридкин је похађао државну школу у Чикагу. У школи је веома добро играо кошарку зато се и помишљало на професионално бављење овим спортом. Колико му је добро ишао спорт толико је лош био у школи. Вилијам је, до дипломирања у шеснаестој години, добијао у школи тек прелазне оцене. Још као дете одлазио је у биоскопе. Филмови који су имали утицаја на његов каснији филмски рад између осталог су француски филм Злобници, Надница за страх, Психо (који је гледао више пута) и филм који је имао највећи утицај на њега Грађанин Кејн. Телевизијски документарни програми, попут Жетве срама из 1960. године, такође су били важни чиниоци који су обликовали његов каснији рад. Када је дипломирао са 16 година одмах се запослио на телевизији у одсеку за примање поште као поштански службеник. Редитељску каријеру започео је са 18. година, режирајући телевизијске емисије уживо и документарце. Радећи на телевизији у Чикагу, 1962. године режирао је филм о Пол Крампу, затворенику који је требало да буде погубљен на електричној столици. За ту режију, Народ против Пола Крампа (радио је на њему са Билом Батлером) освојио је награду на међународном фестивалу у Сан Франциску и допринео је да се преиначи смртна казна Пола Крампа. Овај успех помогао је Фридкину да започне рад са продуцентом Дејвидом Л. Вулпером.

## Каријера
Фридкин је 1965. године режирао једну од последнји епизода дуготрајне телевизијске серије Алфред Хичкок вам представља. Хичкок је тада опоменуо Фридкина за неношење кравате. Те године се преселио у Холивуд, а две године касније објавио је филм Добра времена, са Сонијем и Шер. Уследило је неколико филмова, укључујићи и филм са темом о хомосексуалцима - Дечаци у Бенду. Фридкин није желео да буде познат као арт режисер окренут ка циљној малобројној публици. Он је желео велике продуцентске буџете, славне глумце и велике марткетиншке кампање. Желео је да буде познат по акцији, озбиљним драмама и причама о једној Америци окренутој ка криминалу, лицемерју, неморалношћу и окултном коју је је он касније представио у својим филмовима. Поред тога Америка је била промењена догађајима у Вијетнаму, сексуалном револуцијом и Вотергејтом. Фридкин је хтео да рефлектује оно што се дешава. Објављена је 1971. године његова Француска веза и одмах задобила похвале. Сниман на документаран начин, некарактеристичан за Холивуд, филм је освоји пет Оскара, укључујући оне за најбољег редитеља и најбољи филм. Уследио је Истеривач ђавола из 1973. године, заснован на бестселеру Вилијама Питера Блатија, који је унео револуцију у жанр хорора, а неки га критичари сматрају најбољим хорор филмом свих времена. Истеривач ђавола је био номинован за десет Оскара, укључујићи најбољи филм и најбољег режисера. После успеха с ова два филма, Фридкин је, заједно са Франсис Форд Кополом и Питером Богдановичем, проглашен једним од најбољих холивидуских редитеља. На жалост, његови каснији филмови нису постигли такав успех.
Када је 1977. године урадио филм Чаробњак, који је био римејк француског филма Надница за страх са Ројом Шајдером, уложио је 22 милиона на филм и доживео дебакл. Ратови звезда, филм на који је уложено дупло мање новца, који је пуштен у биоскопе у исто време, потпуно га је премашио на биоскопским благајнама. Фридкин је сматрао да је ово његов најбољи филм, и био је лично демоларисан критиком филма и финансијским неуспехом. То је и објавио у документарним епизодама Режисери 1999. године

## Два пута најавио веридбу и четири пута се женио
Вилијам Фридкин је био ожењен четири пута.
- Жана Моро, венчали су се 8. фебруара 1977.[16] године а развели су се 1979. године.[17]
- Лесли Ен Даун, венчали су се 1982.[тражи се извор] а развели су се 1985.[18] године - имају сина Џека(1983)
- Кели Ланг, венчали су се 7. јуна 1987.[19] а развели су се 1990.[20]
- Шери Лансинг, венчали су се 6. јуна 1991.[21]

Две најаве веридбе
Док је снимао филм Дечаци у Бенду 1970, Фридкин је започео двогодишњу везу са Кити Хокс, ћерком режисера Хауарда Хокса. Иако су објавили веридбу, нису се венчали и прекинули су везу 1972. године. Одмах те године Фридкин је започео везу са аустралијском плесачицом и кореографом Џенифер Наирн Смит са којом је чак два пута најавио веридбу, али никада се нису узели. Са њом је 27. новембра 1976. добио сина Седрика.

## Филмови
| Година | Наслов филма                   | Напомена |
| ------ | ------------------------------ | --- |
| 1967   | Good Times                     | |
| 1968   | Birthday Party                 | |
| 1968   | Night They Raided Minsky's     | |
| 1970   | The Boys in the Band           | |
| 1971   | Француска веза                 | Оскар за најбољег режисера Удружење режисера награда за изванредан редитељски успех Награди Златни Глобус за најбољег режисера Nominated — BAFTA награда за најбољег режисера |
| 1973   | Истеривач ђавола               | Награда часописа за постигнуто ремек дело. Златни Глобус награда за најбољег режисера. Номинован за Оскара Номинован од удружења режисера за изванредан редитељски успех.     |
| 1977   | Чаробњак                       | Sorcerer |
| 1978   | The Brink's Job                | |
| 1980   | Глуварење                      | Cruising |
| 1983   | Deal of the Century            | |
| 1985   | Живети и умрети у Лос Анђелесу | To Live and Die in L.A. |
| 1986   | C.A.T. Squad                   | TV |
| 1987   | Rampage                        | Номинован — Saturn наградом за најбољег режисера. |
| 1988   | C.A.T. Squad: Python Wolf      | TV |
| 1990   | The Guardian                   | |
| 1994   | Blue Chips                     | |
| 1995   | Џејд                           | Jade |
| 1997   | 12 Angry Men                   | TV |
| 2000   | Rules of Engagement            | |
| 2003   | The Hunted                     | |
| 2007   | Bug                            | |
| 2011   | Killer Joe                     | |